# Neuropathie héréditaire sensitive et autonomique de type I
La neuropathie héréditaire sensitive et autonomique de type I est une atteinte motrice et sensitive du nerf dont la caractéristique principale est la perte précoce de la sensibilité profonde et une apparition de paresthésie surtout sous forme d'accès douloureux brutale.
La perte de la sensibilité profonde aboutit rapidement à des lésions indolores des membres qui, en l'absence de reconnaissance précoce, peut nécessiter une amputation, traitement ultime d'une ostéite.
Une surdité s'associe souvent au tableau clinique. Les troubles moteurs sont toujours présents dans les cas avancés. Après 20 ans, l'atteinte motrice est telle que la plupart des malades atteints nécessite la chaise roulante.
Il existe parfois des troubles de la sudation au niveau des mains et des pieds.
Le diagnostic repose sur la clinique. Le diagnostic génétique est possible en routine.

## Sources
- (en) Garth A Nicholson, Hereditary Sensory Neuropathy Type I In GeneTests: Medical Genetics Information Resource (database online). Copyright, University of Washington, Seattle. 1993-2005